# ProWin
Prowin (Eigenschreibweise: ProWin) bezeichnet eine Software für SCADA-Systeme für Anwendungen in der Energie- und Wasserversorgung, im Abwasser- und Umweltbereich sowie für industrielle Aufgabenstellungen auf Basis der Client-Server-Technologie mit Online-Projektierung.

## Anwendung
ProWin wird bei Elektrizitäts- und Versorgungsunternehmen in der Netzleittechnik, eingesetzt. Auch bei Stadtwerken kommt das System für Anwendungen im Bereich Querverbund für die Elektrizitätsversorgung, Kläranlagen Wasserversorgung, Gasversorgung sowie Fernwärme zum Einsatz.

## Versionsgeschichte
- 2024 – Erweiterung von ProWin um ein Modul für das Netzengpassmanagement sowie State Estimation. Update auf die .NET (Plattform) Version 8.0.
- 2021 – Erweiterung von ProSGA um ein Modul für Redispatch 2.0 zur leittechnischen Abwicklung von Abrufmaßnahmen.
- 2020 – ProWin Version 10 mit der Integration des IT-Sicherheitsprotokolls zur Angriffserkennung sowie OPC UA und IEC 60870-5-104 mit Transport Layer Security 1.2 und IEC 62351 Verschlüsselung.[3]

- 2016 – Veröffentlichung von ProWin mit der ProSGA-Erweiterungssoftware zur technischen Betriebsführungen eines virtuellen Kraftwerks.
- 2011 – ProWin Version 7 mit Visualisierung ohne Qualitätsverlust durch Vektorgrafiken.
- 2005 – ProWin Version 6 bringt Neuerungen wie die Trainings- und Simulationsfunktion, eine Review-Funktion sowie effizientere Projektierung.
- 1999 – ProWin Version 5 mit weiteren Funktionen für Stadtwerke veröffentlicht. Es kommt eine Protokollierung sowie neue Prozessanschlüsse hinzu.
- 1995 – ProWin Version 4 erste Leittechnik Version für Stadtwerke und Energieversorger mit Redundanz-Funktionen.
- 1992 – ProWin Version 3 als Visualisierung mit Feldbusanschluss.
- 1990 – ProWin Version 1 mit erster Visualisierung als native Software für die Automobilindustrie.